# Narcisse Bambara
Narcisse Kiswensia Bambara (Ouagadougou, 23 giugno 1989) è un ex calciatore burkinabé, di ruolo difensore.

## Carriera

### Nazionale
Ha esordito in nazionale nel 2012.